# Kinoko Yamada
Kinoko Yamada (山田 きのこ Yamada Kinoko), anteriormente conocida camo Shihomi Mizowaki (溝脇 しほみ Mizowaki Shihomi; Prefectura de Nara,  31 de julio de 1970) es una seiyū japonesa. Ha interpretado personajes como Jinko en Itazura na Kiss y Palmon en Digimon, entre otros. Está afiliada a RME.

## Roles Interpretados

### Series de Anime
- Bakugan Battle Brawlers como Doroa
- Digimon Adventure como Tanemon, Palmon, Togemon y Lillymon (como Shihomi Mizowaki)
- Digimon Adventure 02 como Palmon, Togemon y Lillymon (como Shihomi Mizowaki)
- Fushigiboshi no Futago Hime como Tio (como Shihomi Mizowaki)
- Itazura na Kiss como Jinko
- Mo~tto! Ojamajo Doremi como Kaori Shimakura (como Shihomi Mizowaki)
- Oh! Edo Rocket como Shinza
- Ojamajo Doremi como Kaori Shimakura (como Shihomi Mizowaki)
- Ojamajo Doremi # como Kaori Shimakura (como Shihomi Mizowaki)
- Zatch Bell! como Naomi (como Shihomi Mizowaki)

### Películas
- Digimon Adventure: Bokura no War Game como Palmon y Yasuko (como Shihomi Mizowaki)
- Digimon Adventure tri. como Palmon
- Zatch Bell! como Naomi (como Shihomi Mizowaki)

### CD Drama
- Digimon Adventure como Palmon (como Shihomi Mizowaki)

### Videojuegos
- Digimon Adventure como Palmon (como Shihomi Mizowaki)